# مسلة النسور

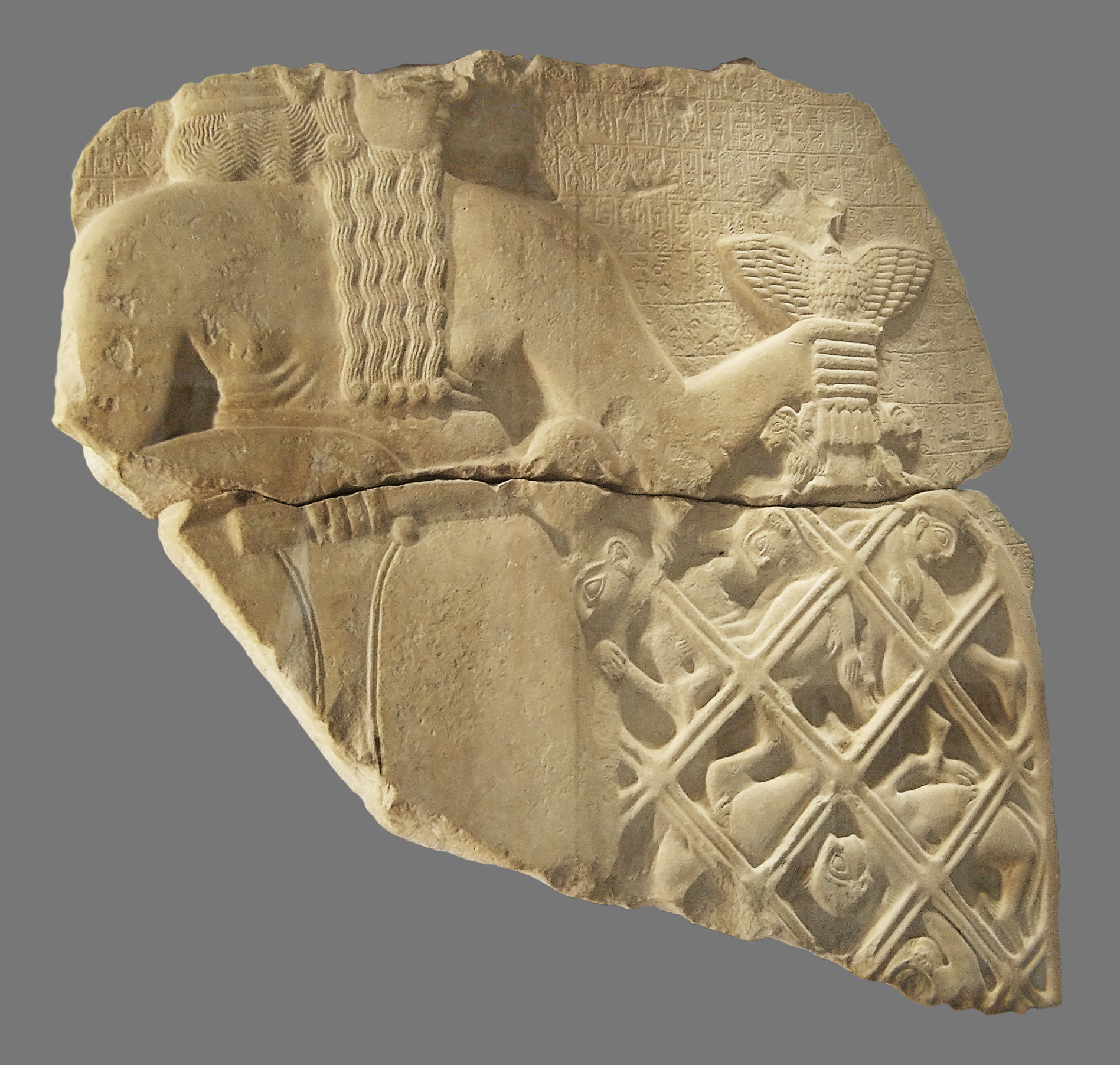
الوجه الثاني من المسلة

مسلة النسور هي مسلة تعود لمدينة لجش السومرية (2600-2350 ق م)، تشرح المسلة مسيرة جيش لكش في انتصاره على مدينة اوما عدوة لجش اللدودة أثناء فترة حكم ملكها إياناتوم، وتصور الرموز الدينية مشاهد لمعارك مختلفة وطقوس الانتصار بالإضافة لتصويرها للنسور وذلك سبب تسميتها بمسلة النسور، صنعت المسلة من الحجر الجيري يبلغ ارتفاعها 1.88 م وعرضها 1.3 م وأكتشفت في أواخر القرن التاسع عشر في جنوب العراق بواسطة عالم الآثار الفرنسي إرنست دي سارزك وحالياً هي موجودة في متحف اللوفر في باريس في فرنسا.

## الاكتشاف
الشاهدة ليست كاملة. سبعة أجزاء فقط معروفة اليوم. عثر على الأجزاء الثلاثة الأولى أثناء أعمال التنقيب التي قام بها عالم الآثار الفرنسي إرنست دي سارزيك في أوائل ثمانينيات القرن التاسع عشر في موقع تيلو الأثري، في مدينة جيرسو القديمة، فيما يعرف اليوم بجنوب العراق. ظهرت ثلاث قطع أخرى أثناء أعمال التنقيب في الفترة ما بين 1888-1889. تم الحصول على القطعة السابعة، والتي حددت لاحقًا على أنها جزء من لوحة النسور ويُعتقد أنها جاءت من تيلو، من سوق الآثار من قبل المتحف البريطاني في عام 1898. بينما قدم طلبين أوليين لتسليم هذه القطعة إلى متحف اللوفر رفضت من قبل المتحف البريطاني، وسلمت لهم في نهاية المطاف في عام 1932 حتى يمكن دمجها في الشاهدة المعاد بناؤها مع الأجزاء الأخرى. تمت ترجمته لأول مرة بواسطة ف. ثورو-دانجين في عام 1907.

## الوصف
كان النصب التذكاري الكامل، كما أعيد بناؤه وهو معروض الآن في متحف اللوفر، يبلغ ارتفاعه 1.80 مترًا (5 قدم 11 بوصة) وعرضه 1.30 مترًا (4 قدم 3 بوصات) وسمكه 0.11 مترًا (4.3 بوصة) وله قمة مستديرة. لقد تم صنعه من لوح واحد من الحجر الجيري مع نقوش منحوتة على كلا الجانبين. يمكن وضع المسلة في تقليد يعود إلى منتصف إلى أواخر الألفية الثالثة قبل الميلاد في جنوب بلاد ما بين النهرين حيث يتم الاحتفال بالانتصارات العسكرية على الآثار الحجرية. نصب تذكاري مماثل هو نصب النصر لنارام سين، الذي تم إنشاؤه خلال الفترة الأكدية التي تلت فترة الأسرة الثالثة المبكرة.
يُظهر جانبا الشاهدة مشاهد مختلفة بشكل واضح، وبالتالي تم تفسيرها على أنها جانب أسطوري وجانب تاريخي. ينقسم الجانب الأسطوري إلى سجلين. يُظهر السجل العلوي الأكبر حجمًا رجلًا كبيرًا يحمل صولجانًا في يده اليمنى وآنزو أو نسر برأس أسد في يده اليسرى. يحدد الأنزو الشخصية على أنها الإله نينجيرسو. يوجد أسفل الأنزو شبكة كبيرة مليئة بأجساد الرجال العراة. خلف نينجيرسو تقف شخصية أنثوية أصغر حجمًا ترتدي عصابة رأس ذات قرون وتبرز الصولجانات من كتفيها. تسمح هذه الخصائص بتحديد الشكل على أنه الإلهة ننهورساج. تم الحفاظ على السجل الأصغر بشكل سيء للغاية، ولكن بناءً على مقارنات مع الصور المعاصرة، فقد اقترح أنه يصور الإله نينجيرسو واقفاً على عربة تجرها حيوانات أسطورية. يشير تحليل أحدث إلى أن العربة تقترب من نينهورساج واقفة خارج مبنى مقدس.
ينقسم الجانب التاريخي إلى أربعة سجلات أفقية. يُظهر السجل العلوي إياناتوم، إنسي أو حاكم لكش (يظهر اسمه مكتوبًا حول رأسه)، وهو يقود كتيبة من الجنود إلى المعركة، ويُداس أعداؤهم المهزومون تحت أقدامهم. وتحلق فوقهم النسور التي سُميت الشاهدة باسمها، مع رؤوس أعداء لكش المقطوعة في مناقيرهم. يُظهر السجل الثاني جنودًا يسيرون برماح على أكتافهم خلف الملك الذي يركب عربة ويحمل رمحًا. وفي السجل الثالث، يمكن رؤية جزء صغير من شخصية ربما تكون جالسة. أمامه بقرة مقيدة إلى عمود بينما يقف كاهن عارٍ على كومة من جثث الحيوانات الميتة ويؤدي طقوس إراقة الخمر على نباتين ينبثق من المزهريات. على يسار هذه المشاهد كومة من الأجساد العارية محاطة بعمال يرتدون ملابسهم وعلى رؤوسهم سلال. تم الحفاظ على جزء صغير فقط من السجل الرابع، ويظهر يدًا تحمل رمحًا يمس رأس العدو. اقترح بعض علماء السومريين إعادة بناء تعليق بالقرب من العدو باسم «كالبوم، ملك كيش».
النقوش الموجودة على الشاهدة محفوظة بشكل سيء. حيث إنها تملأ الفراغات السلبية في المشاهد وتنتقل بشكل مستمر من جانب إلى آخر. من أصل 840 سطرًا تقريبًا، هناك 350 سطرًا مكتملًا و130 سطرًا محفوظًا جزئيًا. النص مكتوب بالخط المسماري السومري. من هذه النقوش، من المعروف أن الشاهدة كانت بتكليف من إياناتوم، حاكم لكش حوالي عام 2460 قبل الميلاد. ويصف عليها الصراع مع أوما حول غو-إيدين، وهي قطعة أرض زراعية تقع بين المدينتين. وينتهي الصراع في معركة انتصر فيها إناتوم، الموصوف بأنه محبوب الإله نينجيرسو، على أوما. بعد المعركة، أقسم زعيم الأمة أنه لن يدخل أراضي لكش مرة أخرى تحت طائلة العقاب الإلهي.

## معرض صور

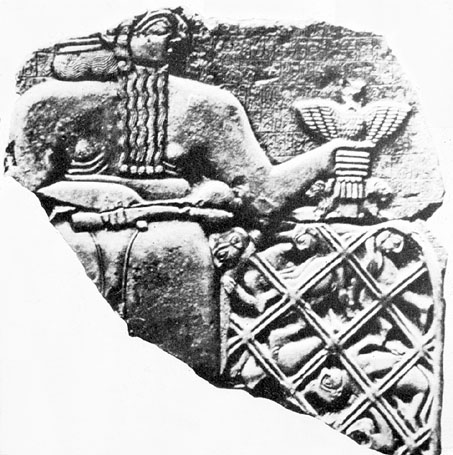
السجل العلوي للجانب "الأسطوري"
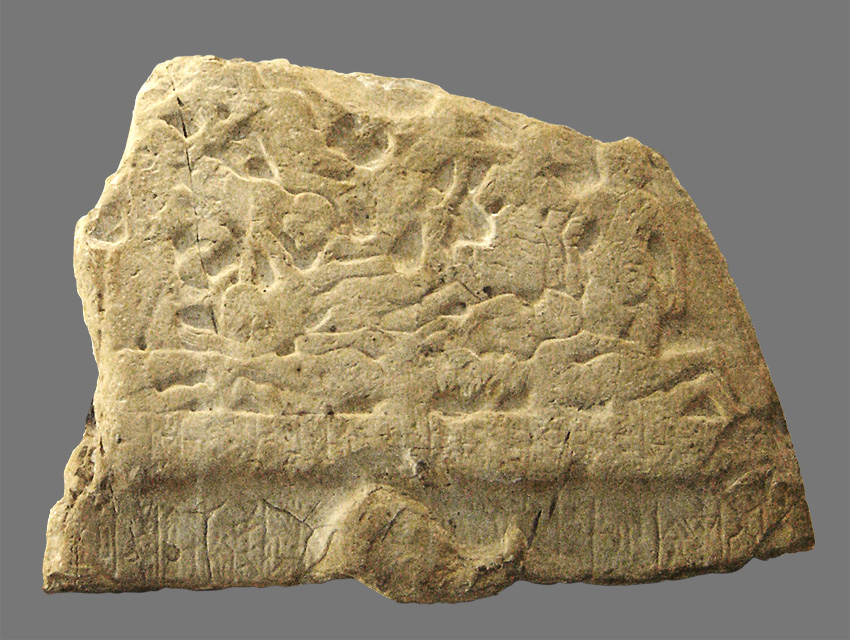
قطعة أخرى
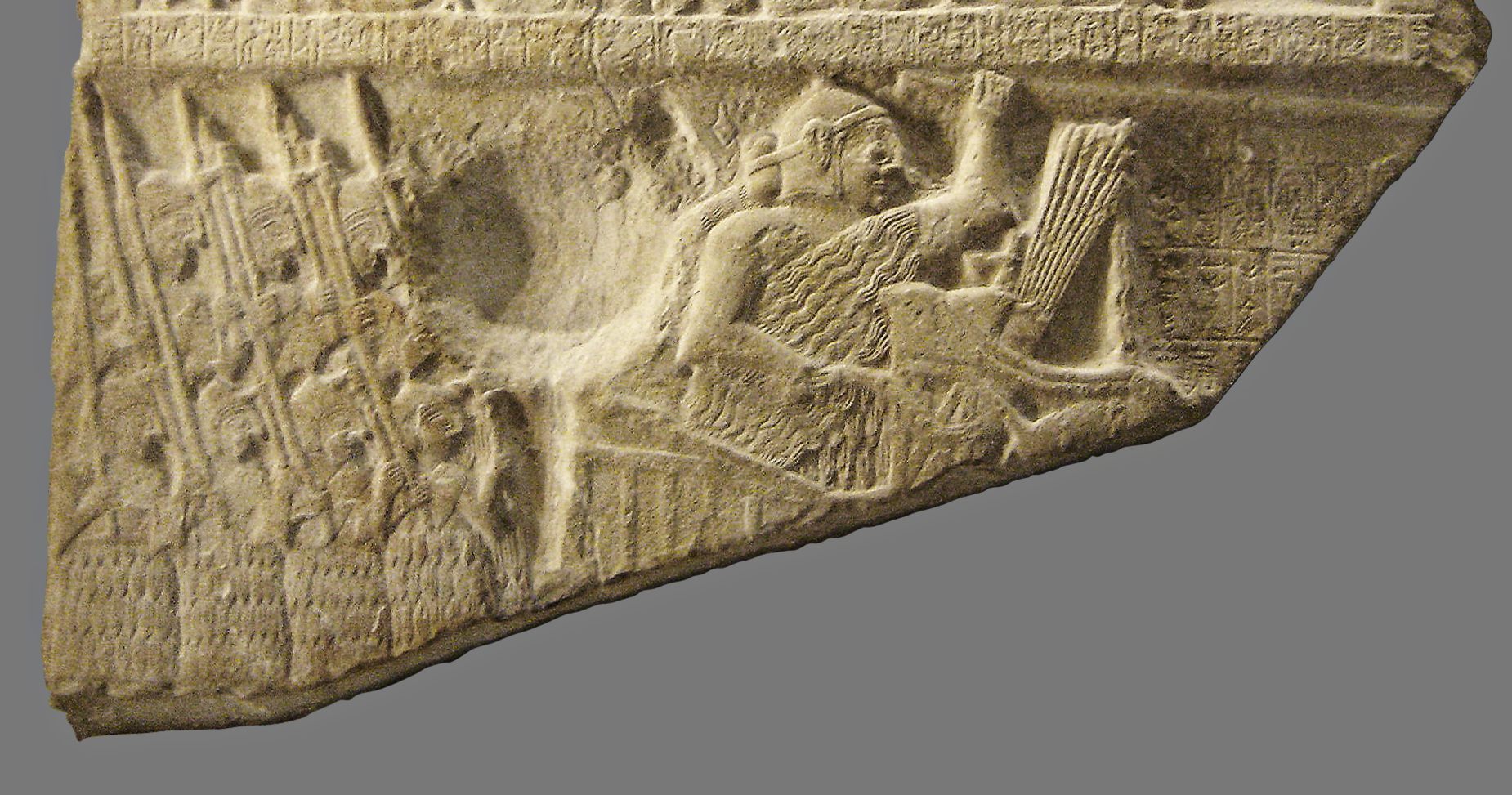
تفاصيل من جزء "المعركة"
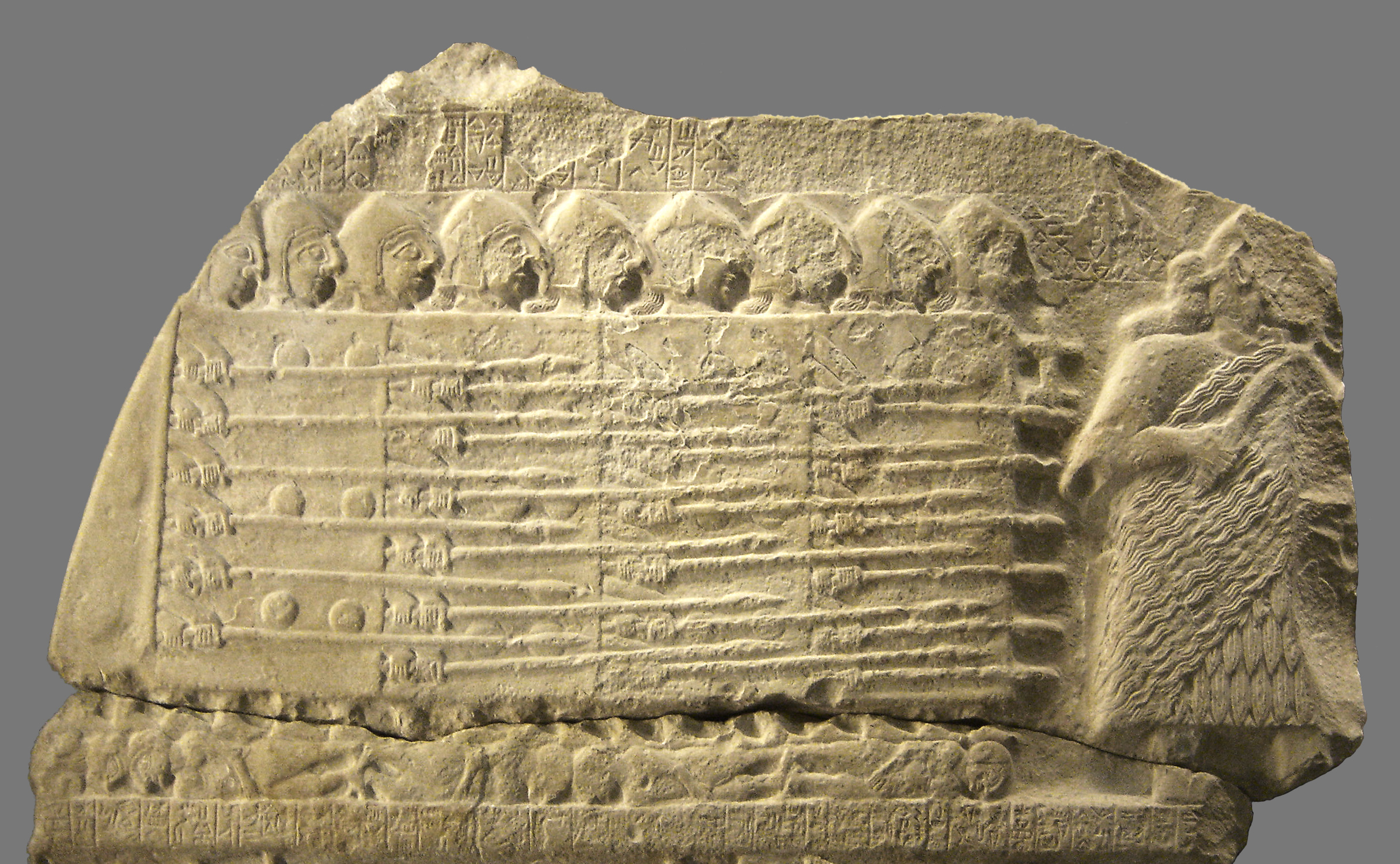
تفاصيل من جزء "المعركة"
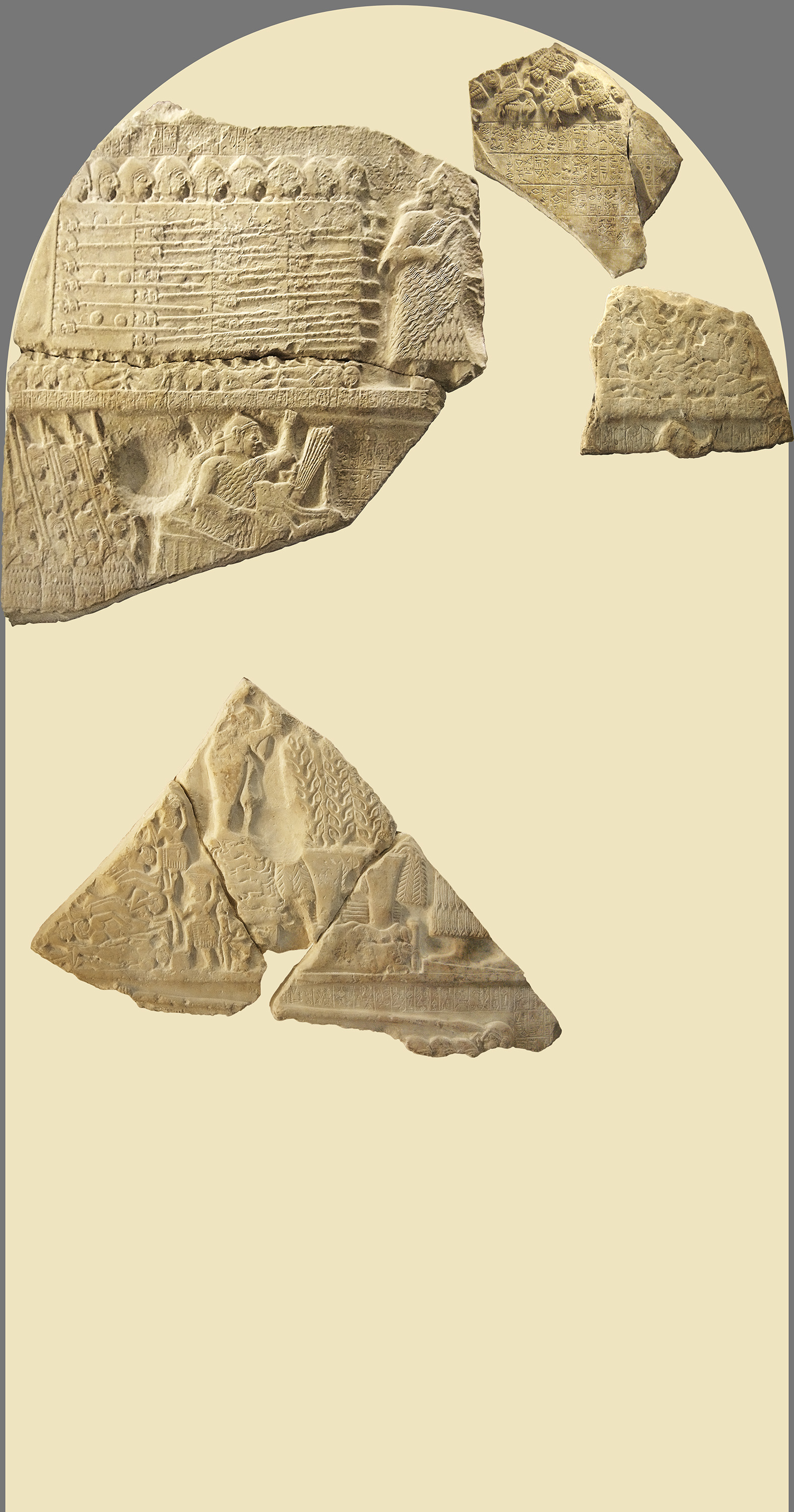
إعادة بناء تصميم للجانب "التاريخي"
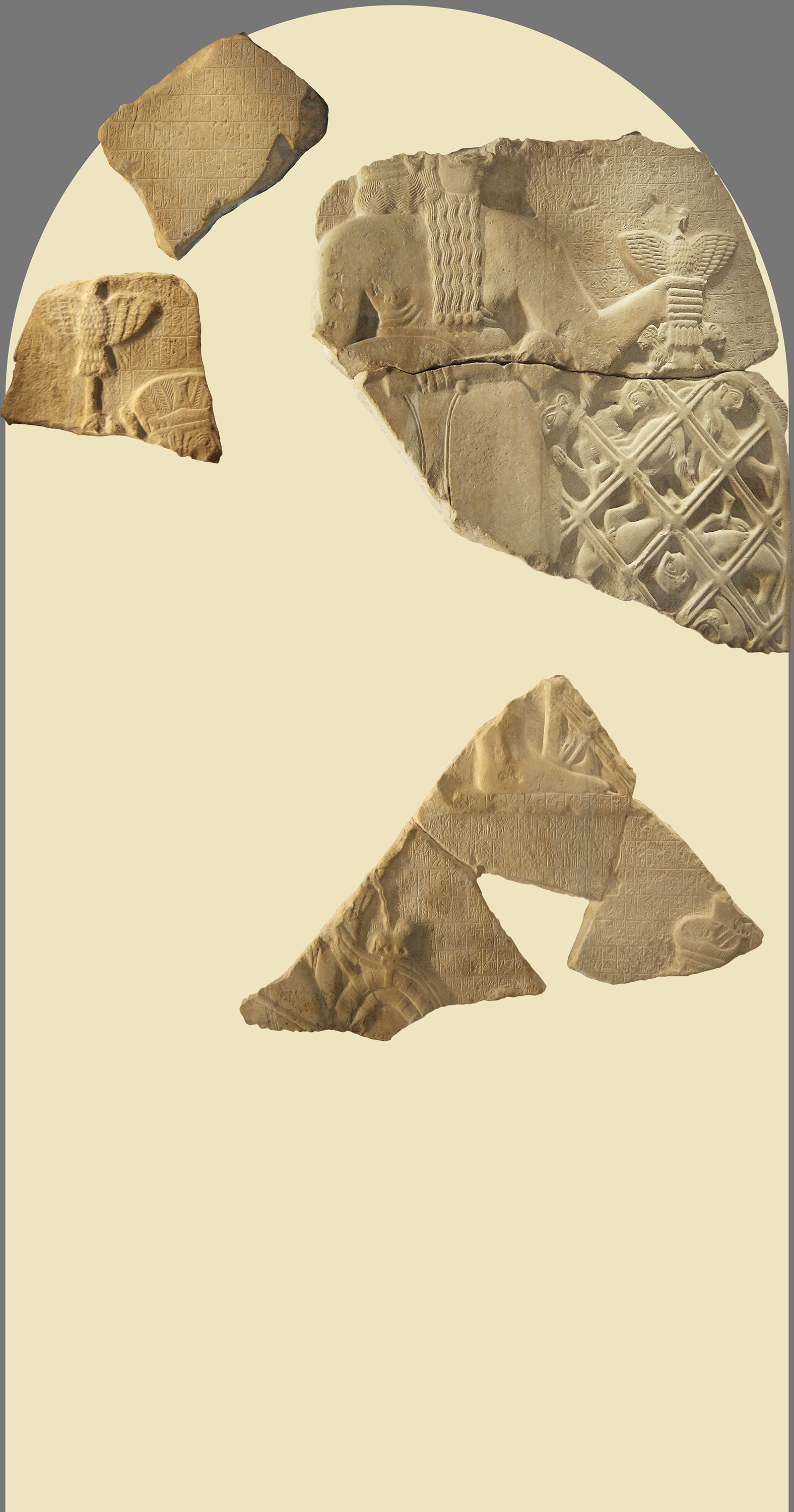
إعادة بناء تصميم للجانب "الأسطوري"